# Konrad Loder
Konrad Loder (né en 1957 à Munich en Allemagne) est un plasticien sculpteur allemand.

## Biographie
Né en 1957 à Munich, diplômé de l’École des Beaux-Arts de Munich en 1987, il reçoit en 1987 une bourse de l'Office franco-allemand pour la jeunesse, et, en 1988, une bourse de la ville de Bonn : entre 1988 et 1990, il est alors artiste résident à la Cité internationale des arts à Paris.
Il s’installe en France en 1991, où il vit et travaille depuis (Perreux-sur-Marne). Il enseigne également depuis 1993; entre 1995 et 1997, il enseigne à l'École professionnelle supérieure d'arts appliqués et d'architecture de la Ville de Paris et entre 1997 et 1999, à l'École supérieure d'art et de design de Reims. Il est actuellement, depuis 2009, professeur à l’École supérieure des arts décoratifs de Strasbourg.
Il expose régulièrement dans des galeries et des centres d’art et a reçu de nombreuses commandes publiques pour l’espace urbain (villes de Chartres, Lille, Douai, ministère de l’Intérieur à La Réunion).

## Prix
1988 : Prix de la ville de Bonn.

## Collections

### Espace public / 1% artistique
- 2002 Double spirale, ville de Douai «Rives», un parcours au fil de l’eau
- 2007 Nœud, Médiathèque de Viroflay, ville de Viroflay (Département des Yvelines)
- 2007 Monte Carlo Hôtel de Police, Lille, Ministère de l’Intérieur
- 2007 Rideau, Médiathèque de Chartres, Ville de Chartres
- 2008 Station météo, pour le collège Lucie Aubrac d’Isneauville en Haute-Normandie, et le département de Seine-Maritime
- 2008 Les Pitons, Hôtel de Police de Saint Pierre à La Réunion, Ministère de l’Intérieur
- 2008 La Surcharge, nouveau collège de Sainte-Pazanne, Conseil général de la Loire-Atlantique
- 2008 - 2010 Galiléo, École européenne de Munich (Allemagne)
- Staatliches Bauamt, Munich
- 2010 RVB, Institut de Télécommunication, Saint-Étienne

## Expositions individuelles
- 2011 :
  - Galerie Duboys, « Kilomètres… entité par entité, jusqu’à l’infini », Paris, France
  - L’Apostrophe médiathèque de Chartres, « La fourmi et le marteau », Chartres, France, 2011
- 2006 : Musée départemental d’Arts et Traditions Populaires & Le 19 Centre d’art contemporain de Montbéliard, « En route »
- 2004 : 
  - Artothèque de Caen, « MàJ (mise à jour) », Caen, France
  - Centre d’art de l’Yonne, « 1344 », Abbaye Notre-Dame de Quincy, France
- 2003 : Le Carré Saint-Vincent, Scène Nationale d’Orléans, « Formule rapide », Orléans, France
- 2002 : 
  - Galerie Bernard Jordan, Paris
  - ENAD, Galerie des études, site Limoges « le_site », Limoges, France
- 2001 : 
  - Galerie d’ARTistes, « En chantier », Amilly, France
  - EROA, Centre IUFM de Douai, Douai, France
  - EROA, Théâtre Le Phénix, Valenciennes, France
- 2000 :
  - Espace on aura tout vu, « La guerre des boutons », Paris, France
  - les Mars d’Art Contemporain, « Jumelage », Clermont-Ferrand, France
  - Grandes Galeries École des Beaux-Arts, « Porte Ouverte », aître Saint-Maclou, Rouen, France
- 1999 : Galerie Bernard Jordan, « Tout est possible », Paris, France
- 1998 : Espace d'Art Contemporain Camille Lambert, catalogue, texte par Eric Suchère, Juvisy sur Orge, France
- 1997 : 
  - Studio d'Arte, Andrea Ciani, Gênes, Italie
  - Le Carré, Musée Bonnat, « ... En chocolat », Bayonne, France
  - Chateau de Taurines, Centrès, Cassagnes-Begonhès, catalogue, texte Eric Suchère
  - Espace d'Art Contemporain des Moulins de Paillard, « Spécial Dessert », Poncé-sur-Loir, France
  - Galerie Le Carré, Lille, France
- 1996 : Galerie b Jordan m Devarrieux, Paris, France
- 1994 : Galerie Bernard Jordan, Paris, France
- 1993 : 
  - Galerie Municipale Edouard Manet, catalogue, texte par Hervé Legros et Bernard Point, Gennevilliers, France
  - Galerie Marré et Dahms, Essen, Allemagne
- 1992 :
  - Art Cologne, Galerie Paolo Gentili, Cologne, Allemagne
  - Galerie La Box, catalogue, texte Olivier Grasser, Bourges, France
  - Carré des Arts, Parc Floral de Vincennes, Paris, France
  - Galerie Bernard Jordan, Paris, France
- 1991 :
  - Le carré, Musée Bonnat, catalogue, texte par Vincent Ducourau et Gérad Delsol, Bayonne, France
  - Städtische Galerie im Museum Folkwang, catalogue, texte par Christiane Klappert, Essen, Allemagne
- 1990 :
  - Galerie Marré et Nautsch, catalogue, texte par Johannes Auf der Lake, Essen, Allemagne
  - Galerie La cour 21, Nantes, France
- 1989 : 
  - Galerie Bernard Jordan, Paris, France
  - FIAC, Galerie Bernard Jordan, Paris, France
- 1988 : Crédac, Centre d'Art Contemporain, catalogue, texte par Françoise Bataillon, Ivry-sur-Seine, France
- 1987 : Galerie der Künstler, catalogue, texte par Rudolf Seitz et Christian Berner, Munich, Allemagne

## Expositions collectives
- 2011: «Tierisch», Grosse Kunstausstellung München 2011, Munich, Allemagne
- 2010:
  - «Im Haus», Grosse Kunstausstellung München 2010, Munich, Allemagne
  - «Before the storm...», œuvres de Konrad Loder, Thierry Diers, Bernard Gaube, Pierre Moignard…, Galerie Duboys, Paris
- 2009: «Sculptures-en-l’Ile 2009», Andrésy, Yvelines
- 2008 : ZEICHNUNG, Grosse Kunstausstellung München 2008, Munich, Allemagne
- 2006 : “Abstraction(s)”, Musée Matisse, Le Cateau-Cambrésis, France
- 2005 : Grosse Kunstausstellung München, 2005, Munich, Allemagne
- 2004 : 
  - Angle art contemporain, « TERRES INCONNUES, TERRAIN IN-CONNU », St-Paul 3 Châteaux
  - École supérieure des beaux-arts d’Angers, « Vitrine sur Cour », Angers, France
- 2002 :
  - Centre d’art contemporain Georges-Pompidou, «TRI», G.Dupuis, D. De Beir, K.Loder, Cajarc, France
- 2001:
  - Bfm-Bibliothèque francophone multimédia, ENAD Limoges «JUSTE, POUR VOIR», Limoges, France
  - Ville de Douai et le musée de la Chartreuse, Commissariat: Art Public Contemporain, «Rives»,un parcours au fil de l’eau, Douai, France
- 2000 : 
  - «Grosse Kunstaustellung», Haus der Kunst, Munich, Allemagne
  - «LE MUSEE DANS LA RUE» LIBRES CHOIX, Mont-de-Marsan, France
- 1999 : Maison de la Culture d’Amiens, «DEDALLES», Amiens, France
- 1998 : 
  - Musée du château des ducs de Wurtenberg, «L'abstaction et ses territoires», Montbéliard
  - Haus der Kunst, Munich, Allemagne
  - L'École de Reims, Galeries contemporaines de l'Ancien Collège des Jésuites, Reims, France
  - Galerie Athanor, «Anne et les garçons», Marseille, France
- 1997 : 
  - Atelier Cantoisel, «Question de Form II», J. Dupin, K. Loder, Joiny
  - Trajet d'art contemporain, CRDP de l'Académie de Créteil, Savigny-le -Temple
- 1996 :
  - Galerie b Jordan m Devarrieux, le petit Format, Paris
  - Skironio Museum, 9e Biennale de la Sculpture, Mégara et Kifissia, Grèce
- 1995 :
  - Botanischer Garten, Munich, Allemagne
  - Le Journal des Expositions, «L'atelier parisien», Paris
- 1994 :
  - Galerie Municipale Edouard Manet, «Le Legs Caillebotte», Gennevilliers
  - Galerie Le Carré, « A6°», Lille
  - «Koffer », Ludwig Forum, Aix la Chapelle
- 1993 :
  - Musée d'Art Moderne de Liège, «Valise», liège, Belgique
  - Centre d'Art de Heerlen, Harlem, Pays-Bas
  - Art Basel 93, Galerie Bernard Jordan, Bâle, Allemagne
  - Fiera d'Arte di Bolognia, Galerie Paolo Gentili, Bologne, Italie
  - «Epreuves d'artistes», Vieille-Montagne, Paris
  - Galerie Isabelle Bongard, «Livres/objets», Paris
- 1992 : 
  - Internationale Kulturfabrik Kampnagel, «X3 - Tendenzen aktueller Skulptur», Hambourg, Allemagne
  - Art Basel 92, Galerie Bernard Jordan, Bâle
- 1991 : 
  - Centre d'Art Contemporain Ileana Tounta, Athènes, Grèce
  - Découvertes, Grand Palais, Galerie Bernard Jordan, Paris
  - La Cité internationale des arts, 25. Anniversaire, Salle Saint-Jean, Hôtel de Ville de Paris
- 1990:
  - Art Frankfurt, Galerie Bernard Jordan, Frankfurt, Allemagne
  - Art Fair, Galerie Bernard Jordan, Stockholm, Suède
- 1989: 
  - Museum of Modern Art, «Links», Oxford, Angleterre
  - Art Cologne, Galerie Bernard Jordan, Cologne, Allemagne
- 1986/88 : «Le Génie de la Bastille», Paris
- 1986/87 Salon de Montrouge, Montrouge
- 1988 :
  - 4e Biennale Européenne de Normandie de Sculpture, Jouy-sur Eure
  - Galerie an der Finkenstasse, «Prisma Sculturale», Munich, Allemagne
  - Galerie im Ganserhaus, «Skulpturenweg», Wasserburg am Inn
  - Fiera d'Arte di Bologna, Galerie Bernard Jordan, Bologne, Italie
  - «Inter Arte», Galerie Bernard Jordan, Valence, Espagne
- 1984-88 : Haus der Kunst, Munich, Allemagne
- 1983: «Bild-Botschaft-Bild», Deutsche Gesellschaft für Christliche Kunst, Allemagne